# IC 4490
IC 4490 est une étoile binaire dans la constellation du Centaure. L'objet a été découvert en février 1897 par Robert Innes et inclus par erreur dans l'Index Catalogue,.